# Bill Tilden
William Tatem «Bill» Tilden II (Germantown, Pennsilvània, 10 de febrer de 1893 − Los Angeles, 5 de juny de 1953), sobrenomenat «Big Bill», va ser un jugador de tennis masculí estatunidenc. Tilden va ser el jugador número 1 del món durant sis anys des del 1920 fins al 1925. Va guanyar 14 títols importants d'individuals, inclosos 10 esdeveniments de Grand Slam, un World Hard Court Championships i tres majors professionals. Va ser el primer estatunidenc en guanyar el torneig de Wimbledon, aconseguint el títol el 1920. També va guanyar set títols de campionat dels Estats Units (compartit amb Richard Sears i Bill Larned).
Tilden va dominar el món del tennis internacional a la primera meitat de la dècada de 1920 i, durant el seu període amateur de 20 anys del 1911 al 1930 va guanyar 138 torneigs de 192. Posseeix diversos èxits de tennis de tots els temps, inclosos els rècords de partits guanyats i el percentatge de partits guanyats al Campionat Nacional dels Estats Units. Al Campionat Nacional dels Estats Units de 1929, Tilden es va convertir en el primer jugador a assolir deu finals en un únic esdeveniment de Grand Slam. Les seves deu finals en un torneig de Grand Slam van continuar sent rècord fins al 2017, quan Roger Federer va arribar a la seva onzena final de Wimbledon. Tilden, que sovint estava en desacord amb la rígida United States Lawn Tennis Association sobre la seva condició d'aficionat i els seus ingressos derivats d'articles als diaris, va guanyar el seu darrer títol important el 1930 a Wimbledon als 37 anys. Es va convertir en professional l'últim dia d'aquest any i va fer una gira amb un grapat d'altres professionals durant els següents 15 anys.

## Lloc a la història de l'esport

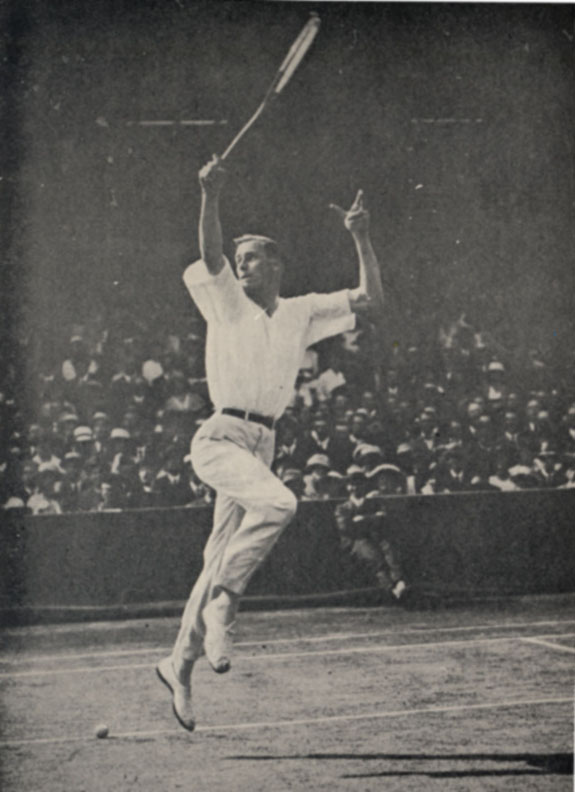
Bill Tilden el 1919

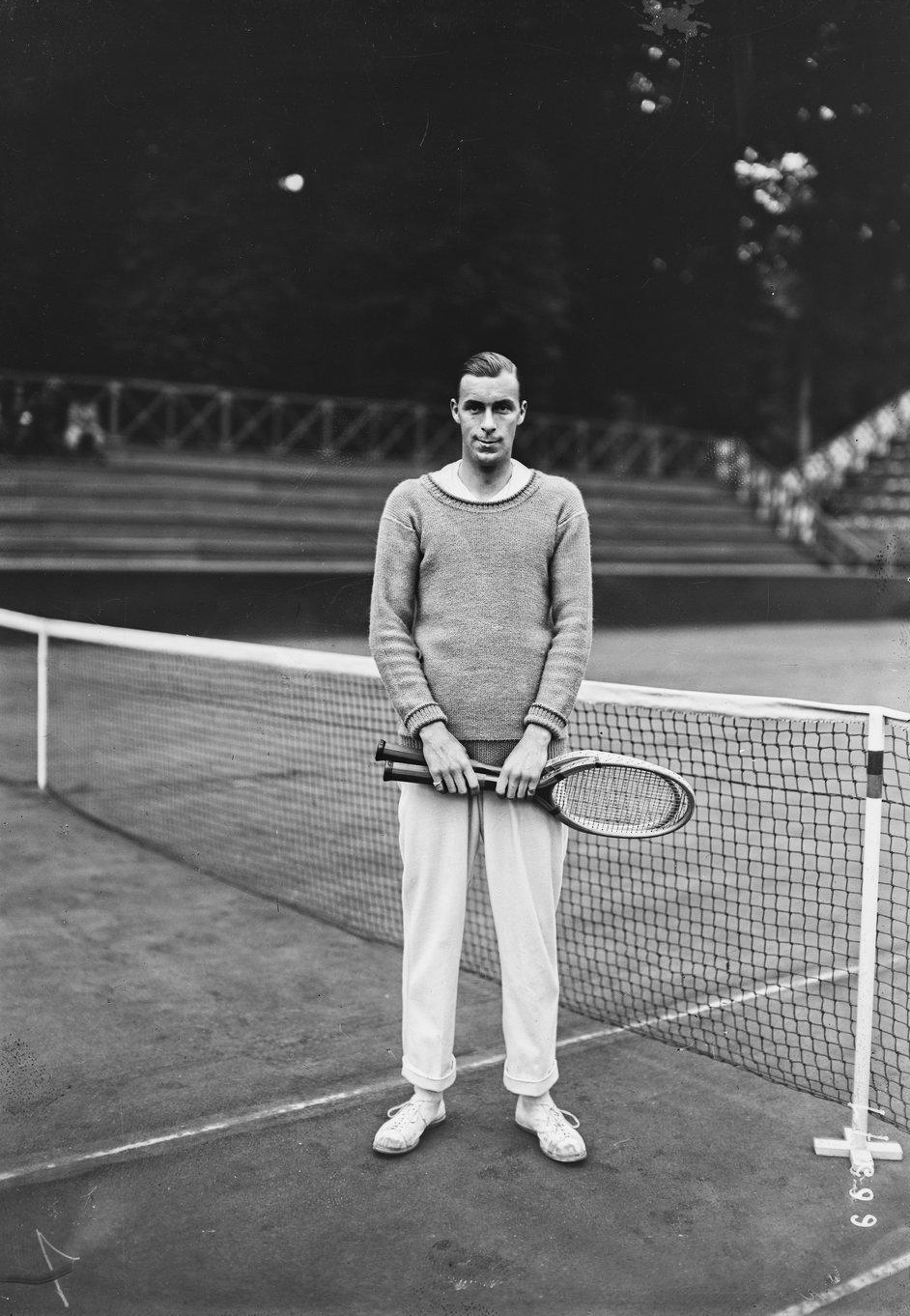
Bill Tilden als World Hard Court Championships a Paris (1921)

Tilden és sovint considerat un dels millors tennistes de tots els temps. Allison Danzig, la principal comentarista de tennis del The New York Times des del 1923 fins al 1968, i l'editora de The Fireside Book of Tennis, va dir d'ell que era el millor tennista que havia vist mai. "Podia córrer com un cérvol", va dir una vegada Danzig a CBS Sports. El número de l'11 de juliol de 1946 de The New York Times publica una lloança de Danzig al tennis de Tilden, en què informa sobre una actuació que evoca la dècada de 1920 en els primers dos sets d'un partit a cinc sets perdut per Tilden, de 53 anys, contra Wayne Sabin, al Campionat Professional de 1946 a Forest Hills.
En la seva autobiografia de 1979, Jack Kramer, el gran jugador i promotor del tennis, va incloure a Tilden en la seva llista dels sis millors jugadors de tots els temps. Kramer va començar a jugar a tennis amb Tilden als 15 anys al Club de Tennis de Los Angeles (LATC).
Tilden va ser un dels atletes més famosos del món durant molts anys. Durant la seva vida va ser un personatge extravagant que mai va estar fora de la vista del públic, actuant tant en pel·lícules com en obres de teatre, a més de jugar a tennis. També va tenir dues detencions per mala conducta sexual amb nois adolescents a finals dels anys quaranta; això el va dur a la presó algunes vegades a la zona de Los Angeles. Després de les seves condemnes, va ser rebutjat en públic. El Germantown Cricket Club de Filadèlfia, el seu club d'origen, va expulsar-lo del club i va retirar el seu retrat. Els antecedents penals de Tilden han deixat una llarga ombra: el març de 2016, una proposta d'honorar-lo amb un marcador històric al club va ser rebutjada pel tribunal de l'estat de Pennsilvània encarregat d'avaluar les candidatures. El 1950, malgrat el seu historial jurídic i la seva desgràcia pública, una enquesta de l'Associated Press va anomenar Tilden el millor tennista del mig segle amb un marge més ampli que el de qualsevol atleta de qualsevol altre esport (310 de 391 vots). Va ser inclòs al Saló Internacional de la Fama del Tennis el 1959.
A la dècada dels anys 20 dels Estats Units, Tilden era una de les sis figures dominants de la "Edat d'Or de l'Esport", juntament amb Babe Ruth, Howie Morenz, Red Grange, Bobby Jones i Jack Dempsey.

## Torneigs de Grand Slam

### Individual: 15 (10−5)
| Resultat  | Núm. | Any  | Torneig                  | Oponent               | Marcador                  |
| --------- | ---- | ---- | ------------------------ | --------------------- | ------------------------- |
| Finalista | 1.   | 1918 | US Championships         | Robert Lindley Murray | 3−6, 1−6, 5−7             |
| Finalista | 2.   | 1919 | US Championships (2)     | Bill Johnston         | 4−6, 4−6, 3−6             |
| Guanyador | 1.   | 1920 | Wimbledon                | Gerald Patterson      | 2−6, 6−2, 6−3, 6−4        |
| Guanyador | 2.   | 1920 | US Championships         | Bill Johnston         | 6−1, 1−6, 7−5, 5−7, 6−3   |
| Guanyador | 3.   | 1921 | Wimbledon (2)            | Brian Norton          | 4−6, 2−6, 6−1, 6−0, 7−5   |
| Guanyador | 4.   | 1921 | US Championships (2)     | Wallace F. Johnson    | 16−18, 2−6, 6−1, 6−2, 6−4 |
| Guanyador | 5.   | 1922 | US Championships (3)     | Bill Johnston         | 4−6, 3−6, 6−2, 6−3, 6−4   |
| Guanyador | 6.   | 1923 | US Championships (4)     | Bill Johnston         | 6−4, 6−1, 6−4             |
| Guanyador | 7.   | 1924 | US Championships (5)     | Bill Johnston         | 6−1, 9−7, 6−2             |
| Guanyador | 8.   | 1925 | US Championships (6)     | Bill Johnston         | 4−6, 11−9, 6−3, 4−6, 6−3  |
| Finalista | 3.   | 1927 | Internationaux de France | René Lacoste          | 4−6, 6−4, 7−5, 3−6, 9−11  |
| Finalista | 4.   | 1927 | US Championships (3)     | René Lacoste          | 9−11, 3−6, 9−11           |
| Guanyador | 9.   | 1929 | US Championships (7)     | Francis Hunter        | 3−6, 6−3, 4−6, 6−2, 6−4   |
| Finalista | 5.   | 1930 | Internationaux de France | Henri Cochet          | 6−3, 6−8, 3−6, 1−6        |
| Guanyador | 10.  | 1930 | Wimbledon (3)            | Wilmer Allison        | 6−3, 9−7, 6−4             |

### Dobles masculins: 8 (6−2)
| Resultat  | Núm. | Any  | Torneig              | Parella          | Oponents                             | Marcador                |
| --------- | ---- | ---- | -------------------- | ---------------- | ------------------------------------ | ----------------------- |
| Guanyador | 1.   | 1918 | US Championships     | Vincent Richards | Fred Alexander Beals Wright          | 6−3, 6−4, 3−6, 2−6, 6−2 |
| Finalista | 1.   | 1919 | US Championships     | Vincent Richards | Norman Brookes Gerald Patterson      | 6−8, 3−6, 6−4, 6−4, 2−6 |
| Guanyador | 2.   | 1921 | US Championships (2) | Vincent Richards | Watson Washburn Richard N. Williams  | 13−11, 12−10, 6−1       |
| Guanyador | 3.   | 1922 | US Championships (3) | Vincent Richards | Pat O'Hara Wood Gerald Patterson     | 4−6, 6−1, 6−3, 6−4      |
| Guanyador | 4.   | 1923 | US Championships (4) | Brian Norton     | Richard N. Williams Watson Washburn  | 3−6, 6−2, 6−3, 5−7, 6−2 |
| Finalista | 2.   | 1926 | US Championships (2) | Alfred Chapin    | Vincent Richards Richard N. Williams | 4−6, 8−6, 9−11, 3−6     |
| Guanyador | 5.   | 1927 | Wimbledon            | Francis Hunter   | Jacques Brugnon Henri Cochet         | 1−6, 4−6, 8−6, 6−3, 6−4 |
| Guanyador | 6.   | 1927 | US Championships (5) | Francis Hunter   | Richard N. Williams Bill Johnston    | 10−8, 6−3, 6−3          |

### Dobles mixts: 11 (5−6)
| Resultat  | Núm. | Any  | Torneig                  | Parella         | Oponents                            | Marcador        |
| --------- | ---- | ---- | ------------------------ | --------------- | ----------------------------------- | --------------- |
| Guanyador | 1.   | 1913 | US Championships         | Mary K. Browne  | Dorothy Green C.S. Rogers           | 7−5, 7−5        |
| Guanyador | 2.   | 1914 | US Championships (2)     | Mary K. Browne  | Margaretta Myers J.R. Rowland       | 6−1, 6−4        |
| Finalista | 1.   | 1916 | US Championships         | Florence Ballin | Eleonora Sears Willis E. Davis      | 4−6, 5−7        |
| Finalista | 2.   | 1917 | US Championships (2)     | Florence Ballin | Molla Bjurstedt Irving Wright       | 12−10, 1−6, 3−6 |
| Finalista | 3.   | 1919 | US Championships (3)     | Florence Ballin | Marion Zinderstein Vincent Richards | 6−2, 9−11, 2−6  |
| Finalista | 4.   | 1921 | US Championships (4)     | Molla Mallory   | Bill Johnston Mary K. Browne        | 6−3, 4−6, 3−6   |
| Guanyador | 3.   | 1922 | US Championships (3)     | Molla Mallory   | Howard Kinsey Helen Wills           | 6−4, 6−3        |
| Guanyador | 4.   | 1923 | US Championships (4)     | Molla Mallory   | John Hawkes Kitty McKane            | 6−3, 2−6, 10−8  |
| Finalista | 5.   | 1924 | US Championships (5)     | Molla Mallory   | Vincent Richards Helen Wills        | 8−6, 5−7, 0−6   |
| Finalista | 6.   | 1927 | Internationaux de France | Lilí Álvarez    | Marguerite Broquedis Jean Borotra   | 4−6, 6−2, 2−6   |
| Guanyador | 5.   | 1930 | Internationaux de France | Cilly Aussem    | Eileen Bennett Henri Cochet         | 6−4, 6−4        |

## Palmarès

### Individual: 164 (130−34)
| Títols per superfície |
| --------------------- |
| Dura (2−0)            |
| Gespa (32−10)         |
| Terra batuda (46−8)   |
| Moqueta (0−0)         |
| Fusta (9−5)           |

| Resultat  | Núm. | Data                   | Torneig                                                   | Superfície   | Oponent                 | Marcador                  |
| --------- | ---- | ---------------------- | --------------------------------------------------------- | ------------ | ----------------------- | ------------------------- |
| Guanyador | 1.   | 19 de maig de 1918     | Harlem, Estats Units                                      | Fusta        | Henry Bassford          | 6−2, 7−5, 6−0             |
| Guanyador | 2.   | 10 de juny de 1918     | Bronxville, Estats Units                                  |              | Howard Voshell          |                           |
| Guanyador | 3.   | 15 de juny de 1918     | Filadèlfia, Estats Units                                  | Gespa        | Wallace F. Johnson      |                           |
| Guanyador | 4.   | 6 de juliol de 1918    | Chicago, Estats Units                                     | Terra batuda | Charles Garland         | 6−4, 6−4, 3−6, 6−2        |
| Guanyador | 5.   | 24 d'agost de 1918     | Southampton, Estats Units                                 | Gespa        | Theodore Pell           | 6−4, 6−2, 6−4             |
| Finalista | 1.   | 4 de setembre de 1918  | US Championships, Estats Units                            | Gespa        | Robert Murray           | 3−6, 1−6, 5−7             |
| Guanyador | 6.   | 1 de març de 1919      | Filadèlfia (2)                                            | Fusta        | Vincent Richards        | 4−6, 6−3, 5−7, 6−2, 7−5   |
| Finalista | 2.   | 5 d'abril de 1919      | Nova York, Estats Units                                   | Fusta (i)    | Vincent Richards        | 6−3, 3−6, 8−6, 1−6, 4−6   |
| Guanyador | 7.   | 12 d'abril de 1919     | Pinehurst, Estats Units                                   |              | Ichiya Kumagae          |                           |
| Guanyador | 8.   | 19 de maig de 1919     | Harlem (2)                                                | Fusta        | Ichiya Kumagae          | 6−4, 6−4, 6−4             |
| Guanyador | 9.   | 1 de juny de 1919      | Plymouth, Estats Units                                    | Gespa        | Wallace F. Johnson      |                           |
| Guanyador | 10.  | 18 de juny de 1919     | Filadèlfia (3)                                            | Gespa        | Wallace F. Johnson      |                           |
| Guanyador | 11.  | 28 de juny de 1919     | Wilmington, Estats Units                                  |              | Richard N. Williams     |                           |
| Guanyador | 12.  | 10 de juliol de 1919   | Filadèlfia (4)                                            | Terra batuda | Vincent Richards        |                           |
| Finalista | 3.   | 19 de juliol de 1919   | Chicago                                                   | Terra batuda | Bill Johnston           | 0−6, 1−6, 6−4, 2−6        |
| Guanyador | 13.  | 1 d'agost de 1919      | Seabright, Estats Units                                   | Gespa        | Leonard Beekman         | 6−3, 3−6, 6−2, 6−1        |
| Guanyador | 14.  | 9 d'agost de 1919      | Newport, Estats Units                                     | Gespa        | Bill Johnston           | 7−5, 8−6, 6−1             |
| Finalista | 4.   | 5 de setembre de 1919  | US Championships (2)                                      | Gespa        | Bill Johnston           | 4−6, 4−6, 3−6             |
| Guanyador | 15.  | 28 de març de 1920     | Nova York                                                 | Fusta (i)    | Vincent Richards        | 10−8, 6−3, 6−1            |
| Guanyador | 16.  | 14 d'abril de 1920     | Pinehurst (2)                                             |              | Howard Voshell          | 6−4, 11−13, 6−3, 6−4      |
| Finalista | 5.   | 20 de juny de 1920     | Londres, Regne Unit                                       | Gespa        | Bill Johnston           | 6−4, 2−6, 4−6             |
| Guanyador | 17.  | 23 de juny de 1920     | Wimbledon, Regne Unit                                     | Gespa        | Gerald Patterson        | 2−6, 6−2, 6−3, 6−4        |
| Guanyador | 18.  | juliol de 1920         | Edgbaston, Regne Unit                                     |              |                         |                           |
| Guanyador | 19.  | 18 de setembre de 1920 | US Championships                                          | Gespa        | Bill Johnston           | 6−1, 1−6, 7−5, 5−7, 6−3   |
| Guanyador | 20.  | desembre de 1920       | Auckland, Nova Zelanda                                    | Gespa        |                         |                           |
| Finalista | 6.   | 1921                   | Chicago (2)                                               | Terra batuda | James Anderson          | 3−6, 5−7, 6−3, 1−6, 7−9   |
| Guanyador | 21.  | 7 d'abril de 1921      | Filadèlfia (5)                                            | Terra batuda | Vincent Richards        |                           |
| Guanyador | 22.  | 5 de juny de 1921      | París, França                                             | Terra batuda | Jean Washer             | 6−3, 6−3, 6−3             |
| Guanyador | 23.  | 2 de juliol de 1921    | Wimbledon (2)                                             | Gespa        | Brian Norton            | 4−6, 2−6, 6−1, 6−0, 7−5   |
| Finalista | 7.   | 23 de juliol 1921      | Providence, Estats Units                                  | Terra batuda | Vincent Richards        | 2−6, 1−6, 6−2, 0−6        |
| Guanyador | 24.  | 19 de setembre de 1921 | US Championships (2)                                      | Gespa        | Wallace F. Johnson      | 6−1, 6−3, 6−1             |
| Finalista | 8.   | 1 d'abril de 1922      | Filadèlfia                                                | Gespa        | Vincent Richards        | 6−2, 1−6, 4−6             |
| Finalista | 9.   | 14 de maig de 1922     | Berkeley, Estats Units                                    |              | Bill Johnston           | 5−7, 9−7, 1−6, 0−6        |
| Guanyador | 25.  | 24 de maig de 1922     | Filadèlfia (6)                                            | Terra batuda | Wallace F. Johnson      | 2−6, 2−6, 6−4, 6−2, 6−3   |
| Guanyador | 26.  | 5 de juny de 1922      | Filadèlfia (7)                                            | Terra batuda | Phil Bettens            | 6−4, 5−7, 6−0, 6−0        |
| Finalista | 10.  | 19 de juny de 1922     | Hartford, Estats Units                                    |              | Vincent Richards        | 6−4, 6−3, 2−6, 3−6, 3−6   |
| Guanyador | 27.  | 19 de juny de 1922     | Providence                                                | Terra batuda | Arnold Jones            | 7−5, 6−4, 6−0             |
| Guanyador | 28.  | 26 de juny de 1922     | Skokie, Estats Units                                      |              | Walter T. Hayes         | 6−3, 6−3, 6−3             |
| Guanyador | 29.  | 10 de juliol de 1922   | Indianapolis, Estats Units                                | Terra batuda | Zenzo Shimizu           | 7−5, 6−3, 6−1             |
| Guanyador | 30.  | 15 de juliol de 1922   | Providence (2)                                            | Terra batuda | Vincent Richards        | 6−3, 6−1, 6−0             |
| Guanyador | 31.  | 23 de juliol de 1922   | Brookline, Estats Units                                   | Gespa        | Richard N. Williams     | 6−1, 8−6, 5−7, 6−0        |
| Guanyador | 32.  | 16 de setembre de 1922 | US Championships (3)                                      | Gespa        | William Johnston        | 4−6, 3−6, 6−2, 6−3, 6−4   |
| Guanyador | 33.  | 12 de febrer de 1923   | Buffalo, Estats Units                                     | Fusta        | Vincent Richards        |                           |
| Guanyador | 34.  | 31 de maig de 1923     | Filadèlfia (8)                                            |              | Wallace F. Johnson      |                           |
| Guanyador | 35.  | 2 de juny de 1923      | Filadèlfia (9)                                            | Terra batuda | Manuel Alonso           | 1−6, 4−6, 6−4, 6−2, 6−3   |
| Guanyador | 36.  | 17 de juny de 1923     | Hartford                                                  | Gespa        | Manuel Alonso           | 7−5, 7−5, 6−8, 6−3        |
| Guanyador | 37.  | 24 de juny de 1923     | Buffalo (2)                                               | Fusta        | Manuel Alonso           |                           |
| Finalista | 11.  | 9 de juliol de 1923    | Chicago (3)                                               | Terra batuda | Manuel Alonso           | 6−8, 13−11, 3−6, 1−6      |
| Guanyador | 38.  | 17 de juliol de 1923   | Chicago (2)                                               | Terra batuda | Manuel Alonso           | 6−2, 6−8, 6−1, 7−5        |
| Guanyador | 39.  | 29 de juliol de 1923   | Los Angeles, Estats Units                                 | Dura         | Manuel Alonso           | 9−7, 6−4, 6−2             |
| Guanyador | 40.  | 16 de setembre de 1923 | US Championships (4)                                      | Gespa        | William Johnston        | 6−4, 6−1, 6−4             |
| Finalista | 12.  | 25 de febrer de 1924   | Buffalo                                                   | Fusta        | Manuel Alonso           | 4−6, 6−1, 1−6, 6−3, 4−6   |
| Guanyador | 41.  | 6 d'abril de 1924      | Augusta, Estats Units                                     |              | Lawrence Rice           | 6−1, 6−3, 6−4             |
| Guanyador | 42.  | 3 de maig de 1924      | Filadèlfia (10)                                           | Terra batuda | Manuel Alonso           | 3−6, 6−2, 5−7, 6−4, 6−4   |
| Guanyador | 43.  | 2 de juny de 1924      | Mountain Station, Estats Units                            | Gespa        | Dean Mathey             | 4−6, 7−5, 3−6, 6−0, 6−2   |
| Guanyador | 44.  | 6 de juny de 1924      | Providence (3)                                            | Terra batuda | Nathaniel Niles         | 6−0, 6−4, 6−1             |
| Guanyador | 45.  | 14 de juny de 1924     | Hartford (2)                                              |              | Nathaniel Niles         | 6−3, 6−1, 6−2             |
| Guanyador | 46.  | 20 de juny de 1924     | Buffalo (3)                                               |              | Alfred Chapin           | 3−6, 7−5, 6−1, 4−6, 8−6   |
| Guanyador | 47.  | 6 de juliol de 1924    | Indianapolis (2)                                          | Terra batuda | John Hennessey          | 6−2, 6−1, 6−2             |
| Guanyador | 48.  | 14 de juliol de 1924   | Saint Louis, Estats Units                                 | Terra batuda | Harvey Snodgrass        | 6−2, 6−1, 6−1             |
| Guanyador | 49.  | 21 de juliol de 1924   | Glencoe, Estats Units                                     |              | Robert Kinsey           | 6−1, 0−6, 6−4, 6−3        |
| Guanyador | 50.  | 8 d'agost de 1924      | Los Angeles (2)                                           |              | Alfred Chapin           |                           |
| Guanyador | 51.  | 3 de setembre de 1924  | US Championships (5)                                      | Gespa        | William Johnston        | 6−1, 9−7, 6−2             |
| Guanyador | 52.  | 14 de febrer de 1925   | Brookline (2)                                             | Fusta        | Dean Mathey             | 6−2, 6−1, 6−8, 7−5        |
| Guanyador | 53.  | 23 de febrer de 1925   | Buffalo (4)                                               | Fusta        | Lawrence Rice           | 6−0, 6−4, 6−2             |
| Guanyador | 54.  | 16 de març de 1925     | Palm Beach, Estats Units                                  |              | Manuel Alonso           | 6−3, 7−9, 6−1, 6−4        |
| Guanyador | 55.  | 21 de març de 1925     | Jacksonville, Estats Units                                |              | Vincent Richards        | 7−5, 6−1, 6−4             |
| Guanyador | 56.  | 25 d'abril de 1925     | White Sulphur Springs, Estats Units                       |              | Frank Hunter            | 6−1, 6−2, 6−3             |
| Guanyador | 57.  | 22 de maig de 1925     | Filadèlfia (11)                                           | Terra batuda | Richard N. Williams     | 0−6, 6−2, 6−4, 1−6, 6−4   |
| Finalista | 13.  | 31 de maig de 1925     | Mountain Station                                          | Gespa        | Vincent Richards        | 6−4, 1−6, 5−7, 4−6        |
| Guanyador | 58.  | 13 de juny de 1925     | Hartford (3)                                              |              | Manuel Alonso           | 6−4, 6−4, 6−1             |
| Guanyador | 59.  | 21 de juny de 1925     | Nova York (2)                                             | Terra batuda | Vincent Richards        | 6−3, 6−3, 6−4             |
| Guanyador | 60.  | 27 de juny de 1925     | New Rochelle, Estats Units                                | Terra batuda | Vincent Richards        |                           |
| Guanyador | 61.  | 4 de juliol de 1925    | Glen Cove, Estats Units                                   |              | Alfred Chapin           | 6−4, 6−0, 6−0             |
| Guanyador | 62.  | 9 de juliol de 1925    | Chevy Chase, Estats Units                                 |              | Alfred Chapin           | 5−7, 6−1, 7−5, 6−0        |
| Guanyador | 63.  | 11 de juliol de 1925   | Providence (4)                                            | Terra batuda | Arnold Jones            | 6−2, 6−3, 6−3             |
| Guanyador | 64.  | 19 de juliol de 1925   | Saint Louis (2)                                           | Terra batuda | George Lott             | 3−6, 6−3, 2−6, 6−2, 8−6   |
| Guanyador | 65.  | 26 de juliol de 1925   | Skokie (2)                                                |              | William Johnston        | 6−4, 6−3, 9−7             |
| Guanyador | 66.  | 20 de setembre de 1925 | US Championships (6)                                      | Gespa        | William Johnston        | 4−6, 11−9, 6−3, 4−6, 6−3  |
| Guanyador | 67.  | 6 de febrer de 1926    | Brooklyn, Estats Units                                    | Fusta        | Vincent Richards        | 6−3, 6−4, 11−9            |
| Finalista | 14.  | 15 de març de 1926     | Jacksonville                                              |              | Vincent Richards        | 8−6, 12−14, 6−4, 0−6, 4−6 |
| Guanyador | 68.  | 3 d'abril de 1926      | Augusta (2)                                               |              | Alfred Chapin           | 6−3, 6−8, 6−4, 2−6, 6−3   |
| Guanyador | 69.  | 10 d'abril de 1926     | Asheville, Estats Units                                   |              | Alfred Chapin           |                           |
| Finalista | 15.  | 24 d'abril de 1926     | White Sulphur Springs                                     |              | Vincent Richards        | 9−11, 2−6, 6−2, 6−3, 3−6  |
| Finalista | 16.  | 4 de juny de 1926      | New Haven, Estats Units                                   |              | Alfred Chapin           | 6−8, 4−6, 5−7             |
| Guanyador | 70.  | 13 de juny de 1926     | Hartford (4)                                              |              | Alfred Chapin           | 6−3, 10−8, 9−7            |
| Guanyador | 71.  | 20 de juny de 1926     | Filadèlfia (12)                                           | Gespa        | Manuel Alonso           |                           |
| Guanyador | 72.  | 12 de juliol de 1926   | Detroit, Estats Units                                     | Terra batuda | Brian Norton            | Renúncia                  |
| Guanyador | 73.  | 24 de juliol de 1926   | Brookline (3)                                             | Gespa        | Lewis White             | 6−3, 6−4, 6−3             |
| Finalista | 17.  | 1 d'agost de 1926      | Rye, Estats Units                                         | Gespa        | Vincent Richards        | 3−6, 4−6, 6−4, 3−6        |
| Guanyador | 74.  | 15 d'agost de 1926     | Rye                                                       | Gespa        | Vincent Richards        | 4−6, 6−4, 7−5, 6−2        |
| Guanyador | 75.  | 21 d'agost de 1926     | Southampton (2)                                           | Gespa        | Brian Norton            | 6−4, 4−6, 6−4, 7−5        |
| Guanyador | 76.  | 28 d'agost de 1926     | Newport (2)                                               | Gespa        | Alfred Chapin           | 3−6, 6−4, 6−0, 8−6        |
| Guanyador | 77.  | 19 de desembre de 1926 | Filadèlfia (13)                                           |              | Manuel Alonso           | 6−1, 6−3, 6−4             |
| Guanyador | 78.  | 6 de març de 1927      | Miami Beach, Estats Units                                 |              | Manuel Alonso           | 6−3, 7−9, 5−7, 6−4, 6−2   |
| Guanyador | 79.  | 12 de març de 1927     | Palm Beach (2)                                            |              | Manuel Alonso           | 7−5, 6−8, 3−6, 6−0, 6−4   |
| Guanyador | 80.  | 18 de març de 1927     | Ortega, Estats Units                                      |              | George Lott             | 6−4, 6−1, 6−3             |
| Finalista | 18.  | 24 de març de 1927     | Ormond Beach, Estats Units                                |              | George Lott             | 3−6, 6−0, 5−7, 3−6        |
| Guanyador | 81.  | 1 d'abril de 1927      | Augusta (3)                                               |              | George Lott             | 11−9, 0−6, 6−2, 6−1       |
| Guanyador | 82.  | 7 d'abril de 1927      | Asheville (2)                                             |              | George Lott             |                           |
| Guanyador | 83.  | 15 d'abril de 1927     | Pinehurst (3)                                             |              | George Lott             | 6−2, 7−5, 6−2             |
| Finalista | 19.  | 4 de juny de 1927      | Internationaux de France, França                          | Terra batuda | René Lacoste            | 4−6, 6−4, 7−5, 3−6, 9−11  |
| Guanyador | 84.  | 24 de juliol de 1927   | Detroit (2)                                               | Terra batuda | John Hennessey          | 6−4, 6−1, 6−2             |
| Guanyador | 85.  | 1 d'agost de 1927      | Chicago (3)                                               |              | John Hennessey          | 5−7, 6−3, 6−2, 3−6, 8−6   |
| Guanyador | 86.  | 6 d'agost de 1927      | Seabright (2)                                             | Gespa        | Frank Hunter            | 6−4, 6−1, 8−6             |
| Guanyador | 87.  | 13 d'agost de 1927     | Southampton (3)                                           | Gespa        | George Lott             | 6−2, 7−5, 6−2             |
| Guanyador | 88.  | 27 d'agost de 1927     | Newport (3)                                               | Gespa        | Manuel Alonso           | 5−7, 6−3, 9−7, 6−2        |
| Finalista | 20.  | 17 de setembre de 1927 | US Championships (3)                                      | Gespa        | René Lacoste            | 9−11, 3−6, 9−11           |
| Guanyador | 89.  | 9 d'octubre de 1927    | Los Angeles (3)                                           |              | Frank Hunter            | 6−2, 6−4, 6−2             |
| Guanyador | 90.  | 28 de novembre de 1927 | Filadèlfia (14)                                           |              | Frank Hunter            | 8−6, 5−7, 2−1, retirada   |
| Guanyador | 91.  | 29 d'abril de 1928     | Ojai, Estats Units                                        |              | John Hennessey          | 6−2, 6−1, 6−0             |
| Guanyador | 92.  | 23 de juny de 1928     | Londres                                                   | Gespa        | Frank Hunter            | 6−3, 6−2, 6−1             |
| Finalista | 21.  | 13 de febrer de 1929   | Brooklyn                                                  | Fusta        | John Van Ryn            | 1−6, 4−6, 2−6             |
| Guanyador | 93.  | 9 de juny de 1929      | Zuric, Suïssa                                             | Terra batuda | Frank Hunter            | 5−7, 6−4, 7−5, 3−6, 6−1   |
| Guanyador | 94.  | 16 de juny de 1929     | Noordwijk, Països Baixos                                  | Terra batuda | Frank Hunter            | 7−5, 6−3, 6−4             |
| Guanyador | 95.  | 17 d'agost de 1929     | Rye (2)                                                   | Gespa        | Frank Hunter            | 6−2, 6−2, 10−8            |
| Guanyador | 96.  | 23 d'agost de 1929     | Newport (4)                                               | Gespa        | George Lott             | 6−2, 3−6, 6−4, 5−7, 6−3   |
| Guanyador | 97.  | 15 de setembre de 1929 | US Championships (9)                                      | Gespa        | Frank Hunter            | 3−6, 6−3, 4−6, 6−2, 6−4   |
| Finalista | 22.  | 13 d'octubre de 1929   | Londres, Regne Unit                                       | Fusta        | Jean Borotra            | 8−10, 7−9                 |
| Finalista | 23.  | 5 de gener de 1930     | París                                                     | Fusta        | Jean Borotra            | 4−6, 2−6, 6−4, 1−6        |
| Guanyador | 98.  | 13 de gener de 1930    | Montecarlo, Mònaco                                        | Terra batuda | George Lyttleton-Rogers | 7−5, 6−1, 6−8, 6−0        |
| Guanyador | 99.  | 25 de gener de 1930    | Canes, França                                             |              | Giorgio de Stefani      | 6−1, 6−4, 6−1             |
| Guanyador | 100. | 2 de febrer de 1930    | Canes (2)                                                 |              | Herman von Artens       | 6−0, 6−2, 6−0             |
| Guanyador | 101. | 18 de febrer de 1930   | Niça, França                                              |              | George Lyttleton-Rogers | 4−6, 8−6, 6−1, 5−7, 6−0   |
| Guanyador | 102. | 2 de març de 1930      | Montecarlo (2)                                            | Terra batuda | Henry Austin            | 6−4, 6−1, 6−1             |
| Guanyador | 103. | 9 de març de 1930      | Menton, França                                            |              | Jacques Brugnon         | 10−8, 7−5, 3−6, 4−6, 6−1  |
| Guanyador | 104. | 16 de març de 1930     | Niça (2)                                                  |              | Giorgio de Stefani      | 6−0, 6−4, 6−2             |
| Guanyador | 105. | 24 de març de 1930     | Canes (3)                                                 |              | Giorgio de Stefani      | 6−4, 6−3, 6−4             |
| Guanyador | 106. | 6 d'abril de 1930      | Sant Rafèu, França                                        |              | Wilbur Coen             |                           |
| Guanyador | 107. | 13 d'abril de 1930     | Juan-les-Pins, França                                     | Terra batuda | Wilbur Coen             | 4−6, 6−1, 6−2, 6−3        |
| Guanyador | 108. | 21 d'abril de 1930     | Bèuluòc, França                                           | Terra batuda | Wilbur Coen             |                           |
| Guanyador | 109. | 27 d'abril de 1930     | Montecarlo (3)                                            | Terra batuda | Daniel Le Sueur         | 6−1, 6−2, 6−3             |
| Guanyador | 110. | 4 de maig de 1930      | Milà, Itàlia                                              | Terra batuda | Uberto De Morpurgo      | 6−1, 6−1, 6−2             |
| Guanyador | 111. | 11 de maig de 1930     | Viena, Àustria                                            | Terra batuda | Franz-Wilhelm Matejka   |                           |
| Finalista | 24.  | 1 de juny de 1930      | Internationaux de France (2)                              | Terra batuda | Henri Cochet            | 6−3, 6−8, 3−6, 1−6        |
| Guanyador | 112. | 9 de juny de 1930      | Berlín, Weimar                                            | Terra batuda | Daniel Prenn            | 7−5, 8−6, 1−6, 7−5        |
| Guanyador | 113. | 4 de juliol de 1930    | Wimbledon (3)                                             | Gespa        | Wilmer Allison          | 6−3, 9−7, 6−4             |
| Guanyador | 114. | 13 de juliol de 1930   | Noordwijk (2)                                             | Terra batuda | Roderich Menzel         | 8−6, 6−8, 6−3, 6−4        |
| Guanyador | 115. | 23 d'agost de 1930     | Newport (5)                                               | Gespa        | Wilmer Allison          | 6−1, 0−6, 5−7, 6−2, 6−4   |
| Guanyador | 116. | 17 de maig de 1931     | Filadèlfia (15)                                           | Fusta        | Vincent Richards        | 6−4, 5−7, 7−5, 6−2        |
| Guanyador | 117. | 31 de maig de 1931     | Boston, Estats Units                                      | Fusta        |                         |                           |
| Guanyador | 118. | 12 de juliol de 1931   | US Pro Tennis Championships, Estats Units                 | Gespa        | Vincent Richards        | 7−5, 6−2, 6−1             |
| Guanyador | 119. | 24 de setembre de 1933 | París (2)                                                 | Terra batuda | Henri Cochet            | 6−2, 6−4, 6−2             |
| Guanyador | 120. | 31 de desembre de 1933 | Filadèlfia (16)                                           | Fusta        | Vincent Richards        | 6−4, 6−1, 6−2             |
| Finalista | 25.  | 2 de juny de 1934      | Filadèlfia, Estats Units                                  | Gespa        | Ellsworth Vines         | 3−6, 3−6, 4−6             |
| Guanyador | 121. | 24 de juny de 1934     | Detroit (3)                                               |              | Karel Koželuh           |                           |
| Guanyador | 122. | 16 de setembre de 1934 | Lió, França                                               |              | Henri Cochet            |                           |
| Guanyador | 123. | 23 de setembre de 1934 | Championnat International de France Professionnel, França | Terra batuda | Martin Plaa             | 6−2, 6−4, 7−5             |
| Guanyador | 124. | 30 de setembre de 1934 | Southport, Regne Unit                                     | Gespa        | Martin Plaa             | 6−4, 7−5, 6−2             |
| Guanyador | 125. | 2 de juny de 1935      | South Orange, Estats Units                                |              | George Lott             | 8−6, 6−1, 6−2             |
| Finalista | 26.  | 13 de juliol de 1935   | Southport                                                 | Gespa        | Ellsworth Vines         | 1−6, 8−6, 6−4, 2−6, 2−6   |
| Guanyador | 126. | agost de 1935          | Le Touquet, França                                        | Terra batuda |                         |                           |
| Guanyador | 127. | 16 de setembre de 1935 | US Pro Tennis Championships (2)                           | Gespa        | Karel Koželuh           | 0−6, 6−1, 6−4, 0−6, 6−4   |
| Finalista | 27.  | 6 d'octubre de 1935    | Wembley, Regne Unit                                       | Gespa        | Ellsworth Vines         | 1−6, 3−6, 7−5, 6−3, 3−6   |
| Finalista | 28.  | 29 de maig de 1937     | Londres, Regne Unit                                       |              | Hans Nüsslein           | 8−10, 3−6                 |
| Guanyador | 128. | 30 de juliol de 1937   | Ar Baol-Skoubleg, França                                  | Terra batuda | Robert Ramillon         |                           |
| Finalista | 29.  | 8 d'agost de 1937      | París, França                                             | Terra batuda | Hans Nüsslein           | 2−6, 5−7, 0−6             |
| Finalista | 30.  | 12 de setembre de 1937 | Scheveningen, Països Baixos                               | Terra batuda | Hans Nüsslein           |                           |
| Guanyador | 129. | 19 de setembre de 1937 | Berlín, Alemanya                                          | Terra batuda | Hans Nüsslein           |                           |
| Finalista | 31.  | 1 d'octubre de 1937    | Wembley (2)                                               | Fusta        | Hans Nüsslein           | 3−6, 6−3, 3−6, 6−2, 2−6   |
| Guanyador | 130. | 10 de juliol de 1938   | Glasgow, Regne Unit                                       | Gespa        | Hans Nüsslein           |                           |
| Finalista | 32.  | 27 d'octubre de 1938   | Copenhaguen, Dinamarca                                    |              | Hans Nüsslein           | 7−9, 1−6, 9−7, 6−1, 2−6   |
| Finalista | 33.  | 7 d'agost de 1939      | Southport (2)                                             | Gespa        | Hans Nüsslein           | 2−6, 5−7, 4−6             |
| Finalista | 34.  | 11 de setembre de 1939 | Championnat International de France Professionnel         | Terra batuda | Hans Nüsslein           | 0−6, 1−6, 2−6             |

### Equips: 11 (7−4)
| Resultat  | Núm. | Data                                        | Torneig                                    | Superfície   | Equip                                                             | Oponents                                                           | Marcador |
| --------- | ---- | ------------------------------------------- | ------------------------------------------ | ------------ | ----------------------------------------------------------------- | ------------------------------------------------------------------ | -------- |
| Guanyador | 1.   | 30 de desembre de 1920 − 1 de gener de 1921 | Copa Davis, Auckland, Nova Zelanda         | Gespa        | Charles Garland Bill Johnston Watson Washburn Richard N. Williams | Norman Brookes Rodney Heath Pat O'Hara-Wood Gerald Patterson       | 5−0      |
| Guanyador | 2.   | 2 − 5 de setembre de 1921                   | Copa Davis, Forest Hills, Estats Units (2) | Gespa        | Bill Johnston Watson Washburn Richard N. Williams                 | Seiichiro Kashio Ichiya Kumagai Zenso Shimizu                      | 5−0      |
| Guanyador | 3.   | 1 − 5 de setembre de 1922                   | Copa Davis, Forest Hills (3)               | Gespa        | Bill Johnston Vincent Richards Richard N. Williams                | James Anderson Pat O'Hara-Wood Gerald Patterson Rupert Wertheim    | 4−1      |
| Guanyador | 4.   | 31 d'agost − 3 de setembre de 1923          | Copa Davis, Forest Hills (4)               | Gespa        | Bill Johnston Vincent Richards Richard N. Williams                | James Anderson John Hawkes W. James Richard Schlesinger            | 4−1      |
| Guanyador | 5.   | 11 − 13 de setembre de 1924                 | Copa Davis, Filadèlfia, Estats Units (5)   | Gespa        | Howard Kinsey Bill Johnston Vincent Richards                      | Francis Kalms Pat O'Hara-Wood Gerald Patterson Richard Schlesinger | 5−0      |
| Guanyador | 6.   | 11 − 13 de setembre de 1925                 | Copa Davis, Filadèlfia (6)                 | Gespa        | Bill Johnston Vincent Richards Richard N. Williams                | Jean Borotra Jacques Brugnon René Lacoste                          | 5−0      |
| Guanyador | 7.   | 9 − 11 de setembre de 1926                  | Copa Davis, Filadèlfia (7)                 | Gespa        | Bill Johnston Vincent Richards Richard N. Williams                | Jean Borotra Jacques Brugnon Henri Cochet René Lacoste             | 4−1      |
| Finalista | 1.   | 8 − 10 de setembre de 1927                  | Copa Davis, Filadèlfia                     | Gespa        | Frank Hunter Bill Johnston Richard N. Williams                    | Jean Borotra Jacques Brugnon Henri Cochet René Lacoste             | 2−3      |
| Finalista | 2.   | 27 − 29 de juliol de 1928                   | Copa Davis, París, França (2)              | Terra batuda | John Hennessey Frank Hunter George Lott                           | Jean Borotra Jacques Brugnon Henri Cochet René Lacoste             | 1−4      |
| Finalista | 3.   | 26 − 28 de juliol de 1929                   | Copa Davis, París (3)                      | Terra batuda | Wilmer Allison George Lott John Van Ryn                           | Jean Borotra Christian Boussus Jacques Brugnon Henri Cochet        | 2−3      |
| Finalista | 4.   | 25 − 27 de juliol de 1930                   | Copa Davis, París (4)                      | Terra batuda | Wilmer Allison George Lott John Van Ryn                           | Jean Borotra Christian Boussus Jacques Brugnon Henri Cochet        | 1−4      |

## Trajectòria

### Individual
| Australian Championships                                                                                                  | A            | No celebrat  | No celebrat  | No celebrat  | A            | A                         | A                         | A                         | A                         | A                         | A            | A            | A            | A            | A            | A            | 0 / 0        | 0 − 0        |
| Internationaux de France                                                                                                  | No celebrat  | No celebrat  | No celebrat  | No celebrat  | No celebrat  | Només tennistes francesos | Només tennistes francesos | Només tennistes francesos | Només tennistes francesos | Només tennistes francesos | A            | A            | F            | A            | SF           | F            | 0 / 3        | 14 − 3       |
| Wimbledon | No celebrat  | No celebrat  | No celebrat  | No celebrat  | A            | G                         | G                         | A                         | A                         | A                         | A            | A            | SF           | SF           | SF           | G            | 3 / 6        | 31 − 3       |
| US Championships | A            | 1R           | 1R           | F            | F            | G                         | G                         | G                         | G                         | G                         | G            | QF           | F            | A            | G            | SF           | 7 / 14       | 69 − 7       |
| Pro Slam | Professional | Professional | Professional | Professional | Professional | Professional              | Professional              | Professional              | Professional              | Professional              | Professional | Professional | Professional | Professional | Professional | Professional | Professional | Professional |
| Pro Slam | 1931         | 1932         | 1933         | 1934         | 1935         | 1936                      | 1937                      | 1938                      | 1939                      | 1940                      | 1941         | 1942         | 1943         | 1944         | 1945         | 1946         | Títols       | V − D        |
| US Pro | G            | SF           | A            | A            | G            | A                         | A                         | A                         | SF                        | SF                        | QF           | A            | QF           | NC           | SF           | 1R           | 2 / 9        | 18 − 7       |
| France Pro | A            | A            | NC           | G            | SF           | A                         | SF                        | F                         | SF                        | No celebrat               | No celebrat  | No celebrat  | No celebrat  | No celebrat  | No celebrat  | No celebrat  | 1 / 5        | 10 − 4       |
| Wembley Pro | No celebrat  | No celebrat  | No celebrat  | 3r           | F            | NC                        | F                         | NC                        | 3r                        | No celebrat               | No celebrat  | No celebrat  | No celebrat  | No celebrat  | No celebrat  | No celebrat  | 0 / 4        | 8 − 6        |
| Llegenda: G: Guanyador; F: Finalista; SF: Semifinalista; QF: Quarts de final; Q: Qualificació; A: Absent; RR: Round Robin |              |              |              |              |              |                           |                           |                           |                           |                           |              |              |              |              |              |              |              |              |